# Cryptostylis arachnites
Cryptostylis arachnites là một loài thực vật có hoa trong họ Lan. Loài này được (Blume) Hassk. mô tả khoa học đầu tiên năm 1859.